# Skřítek (przełęcz)
Skřítek (cz. Skřítek (sedlo)) – przełęcz o wysokości 864 m n.p.m., na Morawach, w północno-wschodnich Czechach, w Sudetach Wschodnich, na granicy pasm górskich o nazwach Wysoki Jesionik (cz. Hrubý Jeseník) i (cz. Hanušovická vrchovina), w obrębie gminy Sobotín, pomiędzy szczytami Ztracené skály i Závora. 

## Charakterystyka

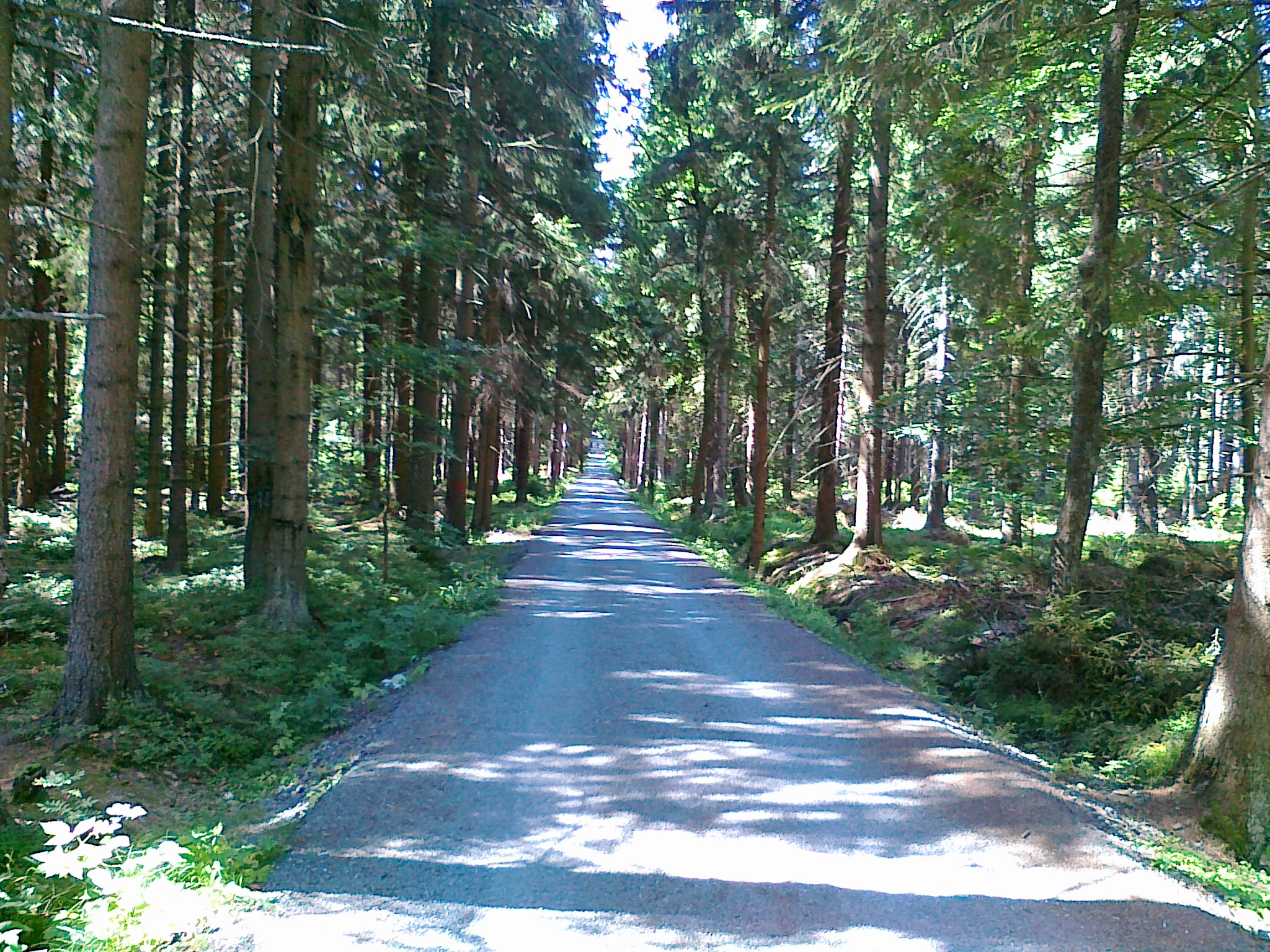
Widok w kierunku punktu siodłowego przełęczy Skřítek (2017 rok)

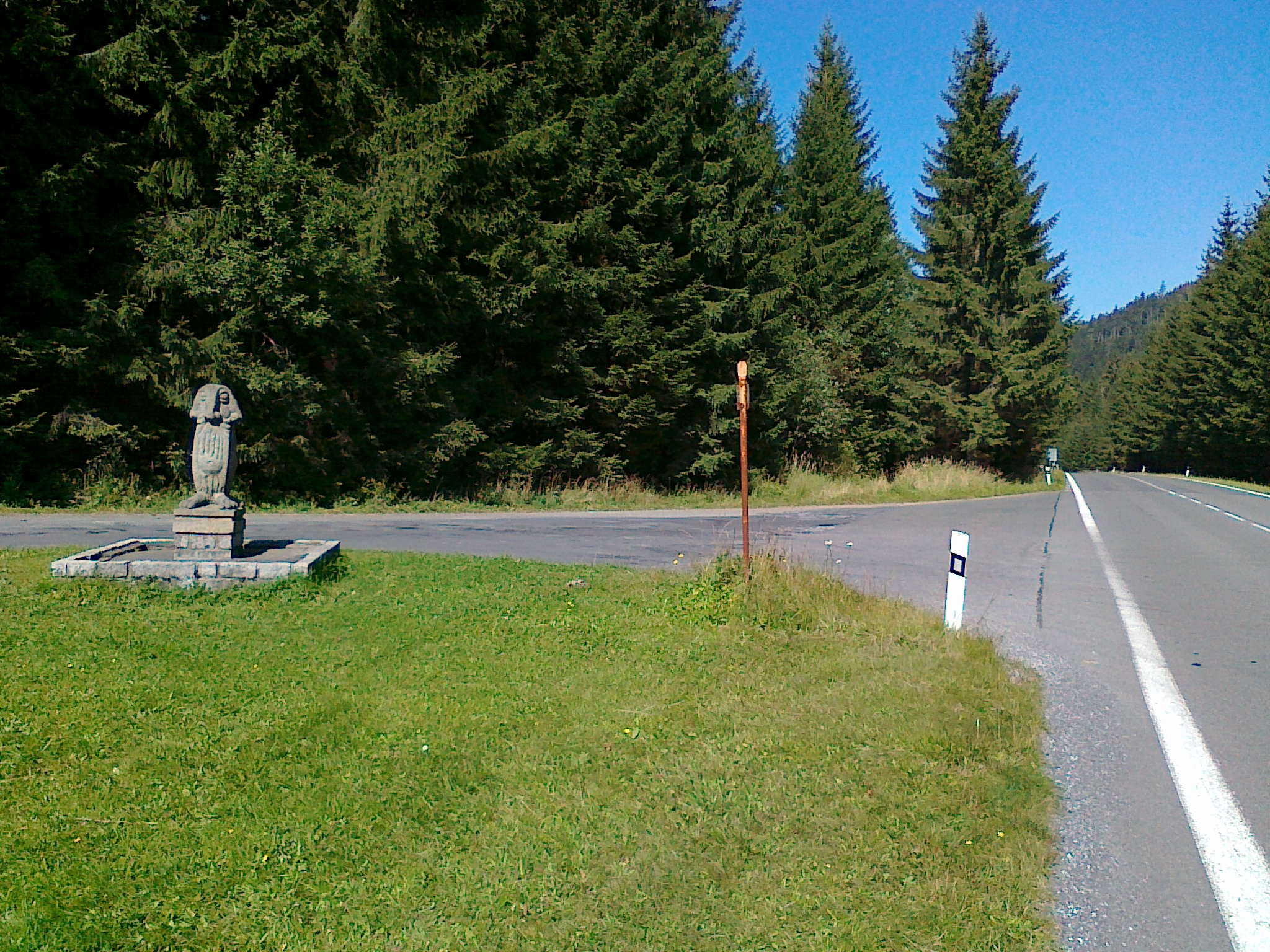
Rzeźba krasnala Skřítka oraz punkt geodezyjny przy przełęczy Skřítek (2021 rok)

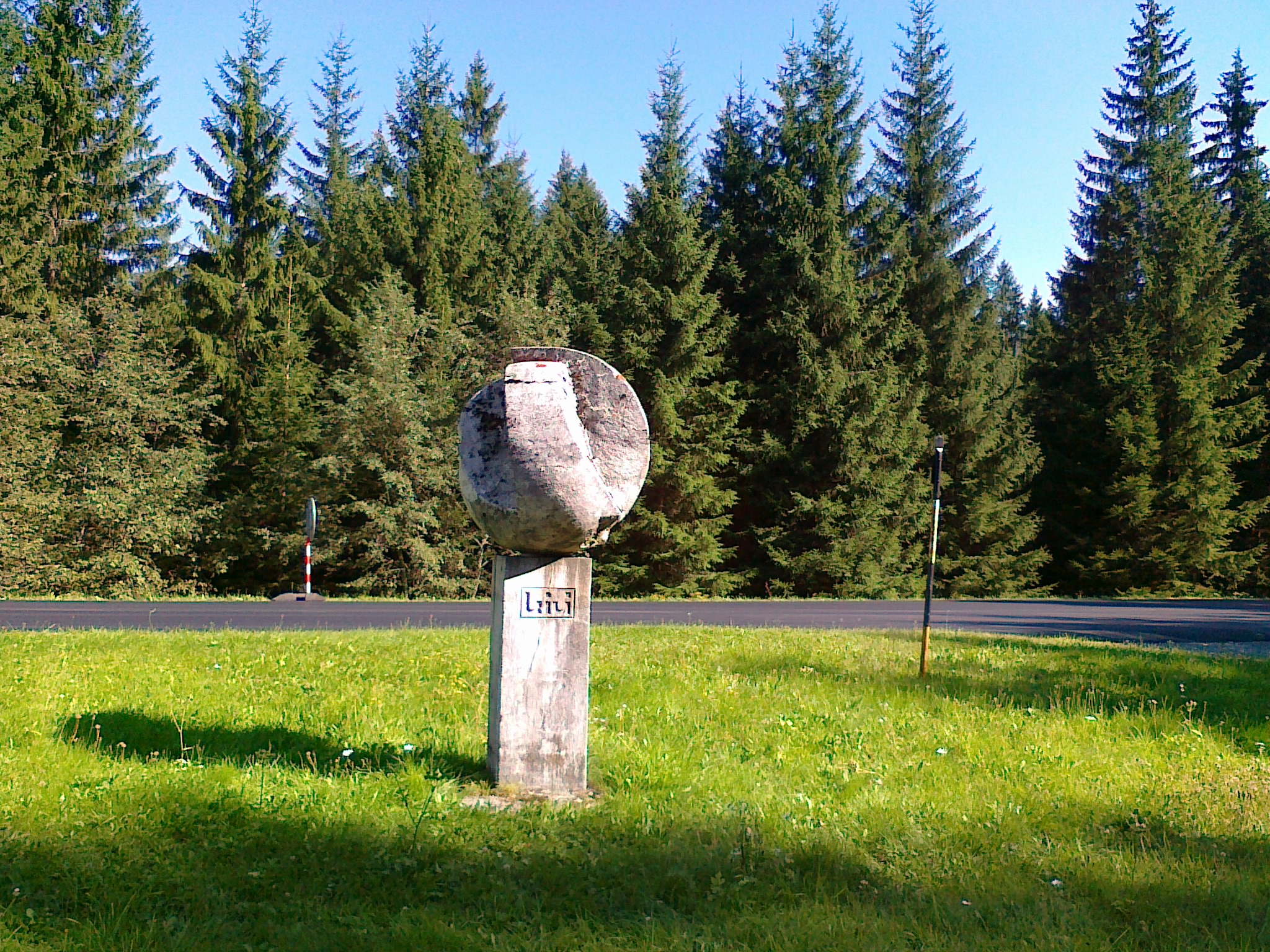
Kamienny pomnik w kształcie stylizowanej kuli w miejscu o nazwie Skřítek (2017 rok)

Przełęcz Skřítek jest bardzo popularną i uczęszczaną przełęczą na skraju pasma Wysokiego Jesionika, położoną w południowej jego części (mikroregionie) o nazwie Masyw Pradziada (cz. Pradědská hornatina). Na podstawie szczegółowej mapy Państwowego urzędu geodezyjnego o nazwie (cz. Český úřad zeměměřický a katastrální (CÚZK)) w Pradze punkt siodłowy przełęczy usytuowany jest wśród zalesienia boru świerkowego, przez który poprowadzono drogę do skrzyżowania turystycznego o nazwie (cz. Nad Skřítkem) z podaną na tablicy informacyjnej wysokością 890 m oraz dalej do miejscowości Stará Ves i ma wysokość 864 m n.p.m. oraz współrzędne geograficzne (49°59′58,7″N 17°09′24,4″E/49,999639 17,156778). Przez przełęcz przebiegają liczne szlaki turystyczne, szlak rowerowy oraz ścieżka dydaktyczna. Z uwagi na zalesienie nie jest ona punktem widokowym. Blisko punktu siodłowego znajduje się skrzyżowanie turystyczne o nazwie (cz. Skřítek (motorest, bus)) z podaną na tablicy informacyjnej wysokością 867 m, usytuowane blisko przebiegającej drogi krajowej nr 11 Šumperk – Rýmařov i dalej do Ostrawy (cz. Ostrava), przy której znajduje się punkt geodezyjny oznaczony na mapach geodezyjnych numerem (204.) o wysokości 865,53 m n.p.m. oraz współrzędnych geograficznych (49°59′57,49″N 17°09′17,98″E/49,999303 17,154994). Ponadto przy drodze tej znajduje się rozległy parking oraz restauracja o nazwie (cz. Restaurace Skřítek). Blisko niej postawiono drewnianą rzeźbę legendarnego władcy gór Wysokiego Jesionika – Pradziada. Przy wjeździe i wyjeździe na parking ustawiono ponadto dwie kamienne rzeźby, krasnala Skřítka, od którego pochodzi nazwa przełęczy, wykonaną przez czeskiego artystę Jiřího Jílka oraz na południe od tej rzeźby, stylizowaną kulę, spoczywającą na postumencie. Od północy na przełęcz, blisko drogi krajowej nr 11 z osady Klepáčov przebiega napowietrzna linia przesyłowa prądu o napięciu 22 kV. Przy parkingu znajduje się przystanek linii autobusowej z połączeniem do Šumperka i Rýmařova. Ponadto niedaleko parkingu znajduje się stacja Pogotowia Górskiego.

## Wody
Grzbiet główny (grzebień) góry Pradziad, biegnący od przełęczy Skřítek do przełęczy Červenohorské sedlo oraz dalej do przełęczy Ramzovskiej (cz. Ramzovské sedlo) jest częścią granicy Wielkiego Europejskiego Działu Wodnego, dzielącej zlewiska Morza Bałtyckiego i Morza Czarnego .
Przełęcz leży na tej granicy, na zlewiskach Morza Bałtyckiego (dorzecze Odry) na stoku południowym o nazwie (cz. Bařiny) oraz Morza Czarnego (dorzecze Dunaju) na stoku północnym . Na stoku północnym przełęczy bierze swój początek potok o nazwie Klepáčovský potok, ze znajdującym się blisko punktu siodłowego jego źródłem o nazwie (cz. Pramen Klepáčovskeho potoka), położonym na wysokości 865 m n.p.m., a na stoku południowym ma swój początek Žlutý potok. Ponadto na stoku południowym występuje znaczny obszar bagienny.

## Ochrona przyrody
Przełęcz znajduje się w otoczeniu wydzielonego obszaru objętego ochroną o nazwie Obszar Chronionego Krajobrazu Jesioniki (cz. Chráněná krajinná oblast (CHKO) Jeseníky), a utworzonego w celu ochrony utworów skalnych, ziemnych i roślinnych oraz rzadkich gatunków zwierząt, ze znajdującym się przy niej oraz stoku południowym przełęczy narodowym rezerwacie przyrody Rašeliniště Skřítek (cz. Národní přírodní rezervace Rašeliniště Skřítek)
Wzdłuż grzbietu głównego góry Pradziad w 2009 roku wyznaczono ścieżkę dydaktyczną o nazwie (cz. Naučná stezka Po hřebenech – světem horských luk) o długości 12 km na odcinku:
 Ovčárna – Skřítek (z 12 stanowiskami obserwacyjnymi na trasie)

### Narodowy rezerwat przyrody Rašeliniště Skřítek

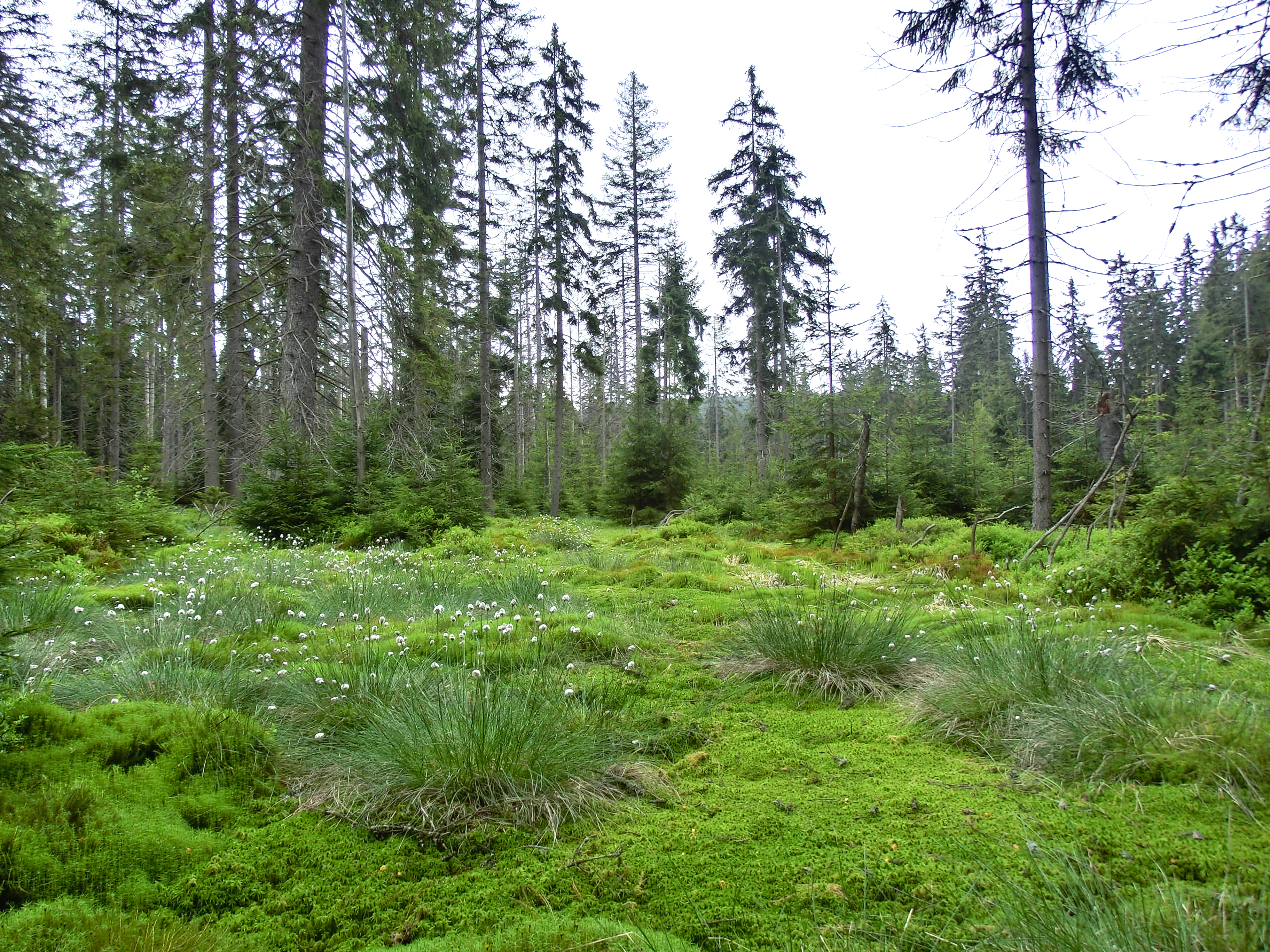
Widok na narodowy rezerwat przyrody Rašeliniště Skřítek (2014 rok)

Narodowy rezerwat przyrody Rašeliniště Skřítek położony jest na wysokościach (815–888) m n.p.m. południowego stoku przełęczy (Bařiny) oraz ma powierzchnię 165,40 ha i jest najmniejszym narodowym rezerwatem Wysokiego Jesionika. Jest położony ponadto przy drodze krajowej nr 11. Rezerwat został utworzony 4 czerwca 1955 roku, w celu ochrony kompleksu torfowiskowego boru świerkowego z fragmentami torfowiskowych brzezin bagiennych i naturalnego torfowiskowego obszaru bezleśnego. Z uwagi na ochronę cennego ekosystemu, głębsze penetrowanie obszaru rezerwatu nie jest zalecane.

## Turystyka
Przełęcz jest ważnym ośrodkiem turystyki górskiej, jednak w jej obrębie nie ma żadnego schroniska turystycznego lub hotelu górskiego. Do bazy turystycznej z hotelem górskim Myslivna i pensjonatami, położonymi w osadzie Klepáčov jest około 1,5 km na północny zachód od przełęczy oraz w tym samym kierunku w odległości około 5 km do miejscowości Sobotín z bazą pensjonatów. Ponadto do miejscowości Vernířovice z bazą pensjonatów jest od przełęczy około 4 km w kierunku północno-zachodnim oraz około 5 km w kierunku południowo-wschodnim do osady Žďárský Potok z bazą pensjonatów. Z uwagi na brak bazy noclegowej, blisko przełęczy zbudowano parking oraz restaurację, z myślą o turystach. W sezonie letnim mają tu swój zjazd miłośnicy turystyki motocyklowej.

### Szlaki turystyczne

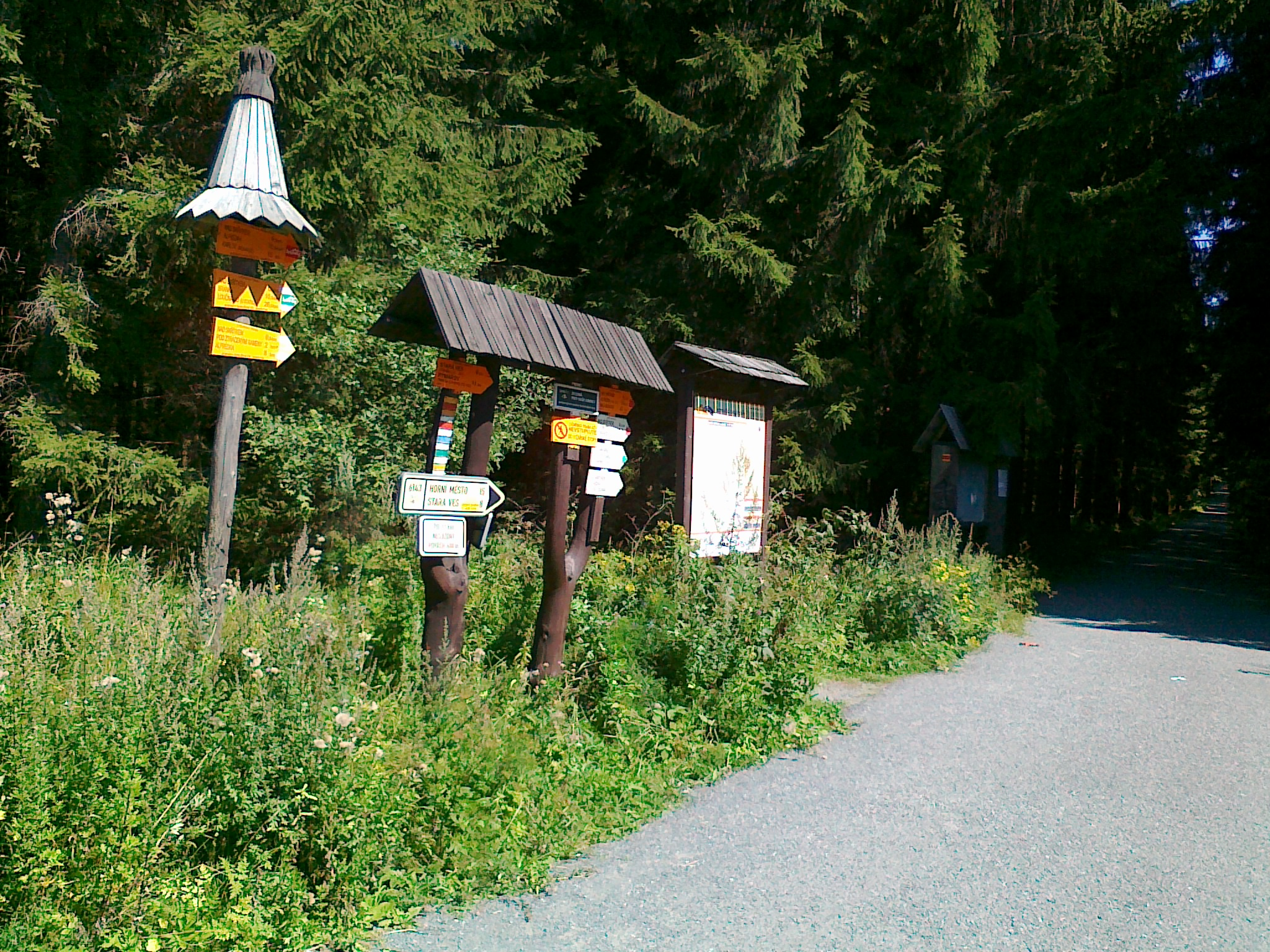
Skrzyżowanie turystyczne o nazwie Skřítek (motorest, rozc.) (2017 rok)

Klub Czeskich Turystów (cz. Klub Českých Turistů) wytyczył z kluczowego skrzyżowania turystycznego o nazwie Skřítek (motorest, rozc.) siedem szlaków turystycznych na trasach:
 Skřítek – góra Ostrý – Vidlák – U Škaredé jedle
 Skřítek – góra Havraní vrch – góra Smrčina – góra Čapí vrch – Maršíkov – Loučná nad Desnou
 Skřítek – Klepáčov – góra Havraní vrch – góra Smrčina – Sobotín – Velké Losiny
 Skřítek – Sedlo Skřítek – schronisko Rabštejn – Třemešek
 Skřítek – Ztracené skály – szczyt Ztracené kameny – szczyt Pec – szczyt Pecný – góra Břidličná hora – Jelení studánka – góra Jelení hřbet – przełęcz Sedlo nad Malým kotlem – góra Velký Máj – U Františkovy myslivny – góra Zámčisko–S – Zámčisko–SZ – U Kamenné chaty
 Skřítek – góra Bílý kámen – góra Černé kameny – góra Skály – góra Kamenný vrch – Nový Malín
 Skřítek – Ztracené skály – Zelené kameny – przełęcz Mravenčí sedlo – góra Jelenka – przełęcz Sedlo pod Jelení studánkou – Jelení studánka – góra Břidličná hora – Čertova stěna – góra Špičák – Vernířovice – Sobotín

### Szlaki rowerowe
W obrębie przełęczy wytyczono jeden szlak rowerowy na trasie:
 (nr 6143) Skřítek – góra Ostrý – góra Vidlák – dolina potoku Podolský potok – Stará Ves – Horní Město

#### Podjazdy drogowe
| Podjazdy drogowe |                   |            |            |                     |                      |                        |
| Lp.              | Trasa             | Oznaczenie | Długość km | Różnica wysokości m | Średnie nachylenie % | Ilość pętlic drogowych |
| 1                | Rýmařov – Skřítek | 11         | 13,5       | 272                 | 2,0                  | 1                      |
| 2                | Šumperk – Skřítek | 11         | 23,1       | 548                 | 2,4                  | 6                      |

### Trasy narciarskie
W obrębie przełęczy nie wytyczono żadnej trasy narciarstwa zjazdowego. W okresach ośnieżenia wzdłuż szlaków turystycznych i rowerowych przechodzą trasy narciarstwa biegowego m.in. z trasą o nazwie tzw. Jesenická magistrála.
 Skřitek – Zelené kameny – góra Pecný – góra Břidličná hora – Alfrédka – góra Jelenka – Jelenec – przełęcz Mravencovka – góra Klobouk – Nad Karlovem